# Otto Lasarzik
Otto Lasarzik (* 8. Dezember 1903 in Grappendorf im Kreis Oletzko in Ostpreußen; †  8. Januar 1965 in Tolk durch Suizid) war ein deutscher Landwirt und als SS-Obersturmführer Leiter des SS- und Polizeistützpunktes Rachow im Distrikt Lublin.

## Ausbildung und NS-Karriere
Mit den Eltern, dem Landwirt Gustav Lasarzik und seiner Ehefrau Auguste, siedelte er im Jahre 1905 nach Schleswig-Holstein um. In Kiel besuchte er die Bürgerschule von 1910 bis 1918. Am 31. Januar 1926 heiratete er. Ab dem 1. April 1927 nahm er bei Eckernförde eine Tätigkeit als eigenständiger Landwirt auf. In die SS trat er im Oktober 1930 ein, der NSDAP trat er zum 1. Februar 1932 bei (Mitgliedsnummer 957.316). In Gosefeld leitete er ab Juli 1933 einen Stützpunkt der NSDAP, den er dort aufgebaut hatte. Ein Jahr später wurde er dort Bürgermeister und Vorsteher des Schulverbandes.
Im Jahre 1938 wurde er in Mehrow im Landkreis Niederbarnim Mitglied in einer Siedlung der SS, die direkt vom Rasse- und Siedlungshauptamt (RuSHA) eingerichtet wurde. In dieser Betriebsgenossenschaft Mehrow e.G.m.b.H. war er für das Wasserwerk und die Wassergebühren zuständig.

## Dienst bei der SS
Am 27. August 1939 kam Lasarzik zur Wehrmacht, wo er bis zum 18. Mai 1940 an der Westfront diente. Am 1. Februar 1941 erhielt er von der SS den Befehl, bei Lublin in Polen das Gut Rachow zu führen, das eine Fläche von 480 Hektar einnahm. Das Gut wurde auch als SS- und Polizeistützpunkt geführt. 
In der Umgebung von Annopol entwickelte er sich zum „Schrecken der Einwohner“ und der angrenzenden Gebiete. In einem Dienstzeugnis vom 19. August 1942 bescheinigte ihm der SS- und Polizeiführer im Distrikt Lublin, der spätere SS-Gruppenführer Odilo Globocnik, dass er „wiederholt Angriffe von Banditen abgewehrt, Banditen verfolgt und zur Strecke gebracht“ habe. Weiterhin sei es ihm gelungen, „eine Bande von 15 Mann beim Schwarzmahlen zu überraschen“. Globocnik sprach eine Empfehlung zur „öffentlichen Belobigung im Tagesbefehl“ aus und befürwortete einen entsprechenden Vermerk in seiner Personalakte. Bei seinen Aktionen gegen „Banditen“ setzte er Ukrainer ein, die unter seinem Kommando standen.

## Strafverfahren vor dem SS-Gericht
Am 26. Juni 1943 kam es zu einer Strafsache gegen Lasarzik vor dem SS- und Polizeigericht VI in Krakau. Die Verhandlung führte der Vorsitzende SS-Hauptsturmführer und SS-Richter Hans Lauffs. Lasarzik wurde beschuldigt, bald nach seinem Dienstantritt in Rachow „unerlaubten Geschlechtsverkehr“ mit einer polnischen Köchin, die in einer Gaststätte in Annopol arbeitete, aufgenommen zu haben. Seine Bemühungen, seine Familie nach Polen kommen zu lassen, scheiterten deshalb, weil seine Frau die Landwirtschaft fortführen sollte. Lauffs gestand dem Angeklagten zu, dass der Angeklagte sich in einer „sexuellen Notlage befunden hat“. Für den Angeklagten hatte Lauffs aber auch weitere strafmildernde Umstände angeführt: „Der Angeklagte ist in Bandenkreisen als gefürchteter Gegner bekannt… Das alles zeigt, dass es sich bei dem Angeklagten um einen SS-Führer handelt, der im allgemeinen in seiner Gesinnung und weltanschaulichen Ausrichtung als einwandfrei und vorbildlich bezeichnet werden kann.“
Wegen militärischen Ungehorsams betrug das Strafmaß sechs Wochen verschärften Stubenarrest. Heinrich Himmler bestätigte am 6. Januar 1944 das Urteil, wobei er drei Wochen der Strafe in Bewährung umwandelte. Er saß die Strafe im April 1944 im RuSHA in Berlin ab.
Lasarzik tauchte am 3. Februar 1944 beim Massaker von Borów in dem Einsatzraum mit seinen ukrainischen Helfern auf. Nach Zeugenaussagen vor der Kommission zur Untersuchung Hitleristischer Verbrechen durchsuchten seine Leute die Häuser, nahmen Teile des Inventars mit und legten Feuer an die Häuser. Wo sie noch auf lebende verletzte Einwohner trafen, wurden diese erschossen. Ebenso trieben sie das Vieh zusammen und verbrachten es in Richtung Krasnik.

## Ermittlungen
Nach dem Krieg nahm die Staatsanwaltschaft Hamburg Ermittlungen gegen Lasarzik auf. Das Amtsgericht Hamburg erließ am 3. Mai 1965 einen Haftbefehl gegen ihn, weil er verdächtigt wurde, mehrfach eigenhändig Juden erschossen oder auf sonstige Weise getötet zu haben. Auf dem Friedhof von Goscieradów ließ er ohne jeden Anlass 25 Juden erschießen.
Im Januar 1965 hatte der inzwischen in Tolk ansässige Lasarzik eine Vorladung bei der Polizei in Schleswig wegen einer Brandsache erhalten. Bei der Kriminalpolizei in Tolk war inzwischen bekannt, dass Lasarzik eine Strafverfolgung wegen seiner Taten in Polen befürchtete. In der Annahme, er würde deswegen zur Vernehmung vorgeladen werden, erhängte er sich offensichtlich am Morgen des 8. Januars 1965. Die Zentralstelle für die Bearbeitung von nationalsozialistischen Massenverbrechen bei der Staatsanwaltschaft Dortmund stellte mit einem Vermerk vom 1. Juni 1983 das Verfahren gegen ihn wegen seines Todes ein.